# علاج الأنسولين المكثف
علاج الأنسولين المكثف (بالإنجليزية:Intensive insulinotherapy) هو نظام علاجي لعلاج مرض السكري. أحدث هذا النهج يتناقض مع علاج الأنسولين التقليدي. بدلاً من التقليل إلى أدنى حد من عدد حقن الأنسولين في اليوم الواحد (وهو الأسلوب الذي يطلب جدول زمني صارم للاغذية والانشطه)، ومكثف لصالح نهج مرن مع أوقات الوجبات الكربوهيدراتية متغير فضلا عن مرونة الأنشطة البدنيه. المفاضلة هو الزيادة من الحقن بين 2 أو 3 في اليوم الواحد إلى 4 أو أكثر في اليوم الواحد من الحقن، التي كانت تعتبر «مكثفة» بالنسبة لكبار السن. في أمريكا الشمالية في عام 2004، العديد من endocrinologists يفضلون مصطلح «علاج الانسولين المرن» بدلاً من علاج الأنسولين المكثف واستخدام المصطلح للإشارة إلى أية وسيلة لاستبدال الانسولين إلى أن محاولات صغيرة لتقليد نمط مستمر لإفراز الانسولين من البنكرياس، والعمل المشترك مع افرازات أكبر للانسولين في الطعام. وتغير المصطلحات قد يربك المريض بتغيّر الطرق العلاجية.